# Petar Planić
Petar Planić (in serbo Петар Планић?; Kraljevo, 16 marzo 1989) è un calciatore serbo, difensore dei Serbian White Eagles.

## Carriera
Ha giocato nella massima serie dei campionati serbo, libanese, moldavo ed indonesiano.